# Molophilus aequistylus
Molophilus aequistylus är en tvåvingeart som beskrevs av Alexander 1927. Molophilus aequistylus ingår i släktet Molophilus och familjen småharkrankar. Inga underarter finns listade i Catalogue of Life.